# Ковальчук Олег Васильович
Оле́г Васи́льович Ковальчу́к — майор Збройних сил України.

## Нагороди
31 жовтня 2014 року за особисту мужність і героїзм, виявлені у захисті державного суверенітету та територіальної цілісності України, вірність військовій присязі під час російсько-української війни, відзначений — нагороджений орденом Данила Галицького.